# Lee Dong-wook
Lee Dong-wook (* 6. November 1981 in Seoul) ist ein südkoreanischer Schauspieler, Fernsehmoderator und Model. Er ist vor allem durch seine Rollen in den koreanischen Dramaserien My Girl (2005), Scent Of A Woman (2011), Hotel King (2014), Goblin (2016–2017), Touch Your Heart (2019), Hell Is Other People (2019) und Tale of the Nine-Tailed (2020) bekannt. Zudem moderierte er die südkoreanische survival show Produce X 101 und war bis vor kurzem Moderator seiner eigenen Talkshow Wooktalk (2019–2020).

## Leben
Lee Dong-wook wurde als erstes von zwei Kindern in Seoul geboren. Nachdem er 1999 während seines Studiums an einer Schauspielakademie einen Modelwettbewerb gewonnen hatte, erhielt er noch im selben Jahr seine erste Schauspielrolle in MBC's Best Theater. Im Jahre 2005 bekam Lee seine erste Hauptrolle und spielte den reichen Hotelbesitzer Seol Gong-chan in My Girl (2005). Diese Rolle machte ihn über Nacht zu einem koreanischen Hallyustar und auch außerhalb Südkoreas wurde man auf ihn aufmerksam. Seitdem spielte Lee in zahlreichen Serien die Hauptrolle, darunter La Dolce Vita (2008), Scent Of A Woman (2011) und Hotel King (2014). Parallel zu den Dreharbeiten zu Hotel King war er auch Teilnehmer der Reality Show Roommate, in der er sich mit mehreren Prominenten ein Haus teilte. 2016 spielte er die Rolle des Grim Reapers in der Fantasyserie Goblin an der Seite von Gong Yoo. Die Serie war selbst im Ausland so erfolgreich, dass Lees internationale Bekanntheit deutlich zunahm. Folglich wurde er 2018 zu einem der Botschafter der Olympischen Winterspiele 2018 in Pyeongchang ernannt. Noch im selben Jahr spielte Lee in der Serie Life, die auch auf Netflix veröffentlicht wurde, einen Arzt. 2019 spielte Lee in der romantischen Comedyserie Touch Your Heart, und moderierte zeitgleich die show Produce X 101. Im Herbst 2019 war Lee in der Psychothriller Serie Hell Is Other People als Serienmörder Seo Moon-jo zu sehen. Er war Moderator einer eigenen Talkshow mit dem Titel Wooktalk (2019–2020), und spielte die Rolle eines Gumiho namens Lee Yeon in der Fantasyserie Tale Of Gumiho (2020).

## Filmografie (Auswahl)

### Filme
- 2006: Arang (아랑)
- 2007: The Perfect Couple (최강 로맨스 Choegang Romaenseu)
- 2008: Heartbreak Library (그 남자의 책 198쪽 Geu Namjaui Chaek 198jjok)
- 2010: The Recipe (된장 Doenjang)
- 2014: The Beauty Inside (뷰티 인사이드 Byuti Insaideu)
- 2021: A Year-End Medley (해피 뉴 이어)
- 2024: Harbin(하얼빈)

### Fernsehserien
- 1999: MBC Best Theater „There's a world outside of the road“ (MBC 베스트극장 – 길 밖에도 세상은 있어 Beseuteugeugjang – Gil Bakk-edo Sesang-eun Iss-eo), MBC
- 1999–2000: School 2 (학교2 Hagkyo 2), KBS1, Folge 32–42
- 2000: Secret (비밀 Bimil), MBC
- 2000–2001: School 3 (학교3 Hagkyo 3), KBS1
- 2001: Family Month Special Drama „A Dreaming Family“ (가정의 달 특집 드라마 - 꿈꾸는 가족 Gajeong-ui Dal Teugjib Deurama – Kkumkkuneun Gajog), KBS2
- 2001: Four Sisters (네 자매 이야기 Ne Jamae Iyagi), MBC
- 2001: Pure Heart (순정 Sunjeong), KBS2
- 2001: Drama City „Hide and Seek“ (드라마시티 - 술래잡기 Deuramasiti – Sullaejabgi), KBS2
- 2002: Drama City „Happier Than Heaven“ (드라마시티 - 천국보다 기쁜 Deuramasiti – Cheongugboda Gippeun), KBS2
- 2002: Loving You (러빙유 Leobing Yu), KBS2
- 2002–2003: Do The Right Thing (똑바로 살아라 Ttogbaro Sarara), SBS, Folge 1–123, Cameo: Folge 232
- 2003: Land Of Wine (술의 나라 Sul-ui Nara), SBS
- 2003: Merry Go Round (회전목마 Hoejeonmogma), MBC
- 2004: Island Village Teacher (섬마을 선생님 Seomma-eul Seonsaengnim), SBS
- 2004–2005: Precious Family (부모님전상서 Bumonim Jeonsangseo), KBS2
- 2005: Hanoi Bride (하노이 신부 Hanoi Sinbu), SBS
- 2005–2006: My Girl (마이걸 Mai Geol ), SBS
- 2008: La Dolce Vita (달콤한 인생 Dalkomhan Insaeng), MBC
- 2009: Partner (파트너 Pateuneo), KBS2
- 2011: Scent Of A Woman (여인의 향기 Yeoin-ui Hyang-gi), SBS
- 2012: Wild Romance (난폭한 로맨스 Nanpoghan Romaenseu), KBS2
- 2013: The Fugitive Of Joseon (천명 Cheonmyeong), KBS2
- 2014: The Story of Kang-goo (강구 이야기 Kang-gu Iyagi), SBS
- 2014: Hotel King (호텔킹), MBC
- 2014: Blade Man (아이언맨 Aieonmaen), KBS2
- 2015: Bubblegum (풍선껌 Pungseonkkeom), tvN
- 2016–2017: Goblin (도깨비 Dokkaebi), tvN
- 2018: Life (라이프 Laipeu), JTBC
- 2019: Touch Your Heart (진심이 닿다 Jinsim-i Dahda), tvN
- 2019: Hell Is Other People (타인은 지옥이다 Taineun Jiogida), OCN
- 2020: Tale Of Gumiho (구미호뎐 Gumihodyeon), tvN
- 2021–2022: Bad and Crazy (배드 앤 크레이지  Baedeu Aen Keuleiji), tvN
- 2024: A Shop for Killers (킬러들의 쇼핑몰 Killeodeul-ui Syopingmol), Disney+
- 2025: The Divorce Insurance (이혼보험  I-hon Bo-heom), tvN